# Giv'at ha-Mivtar

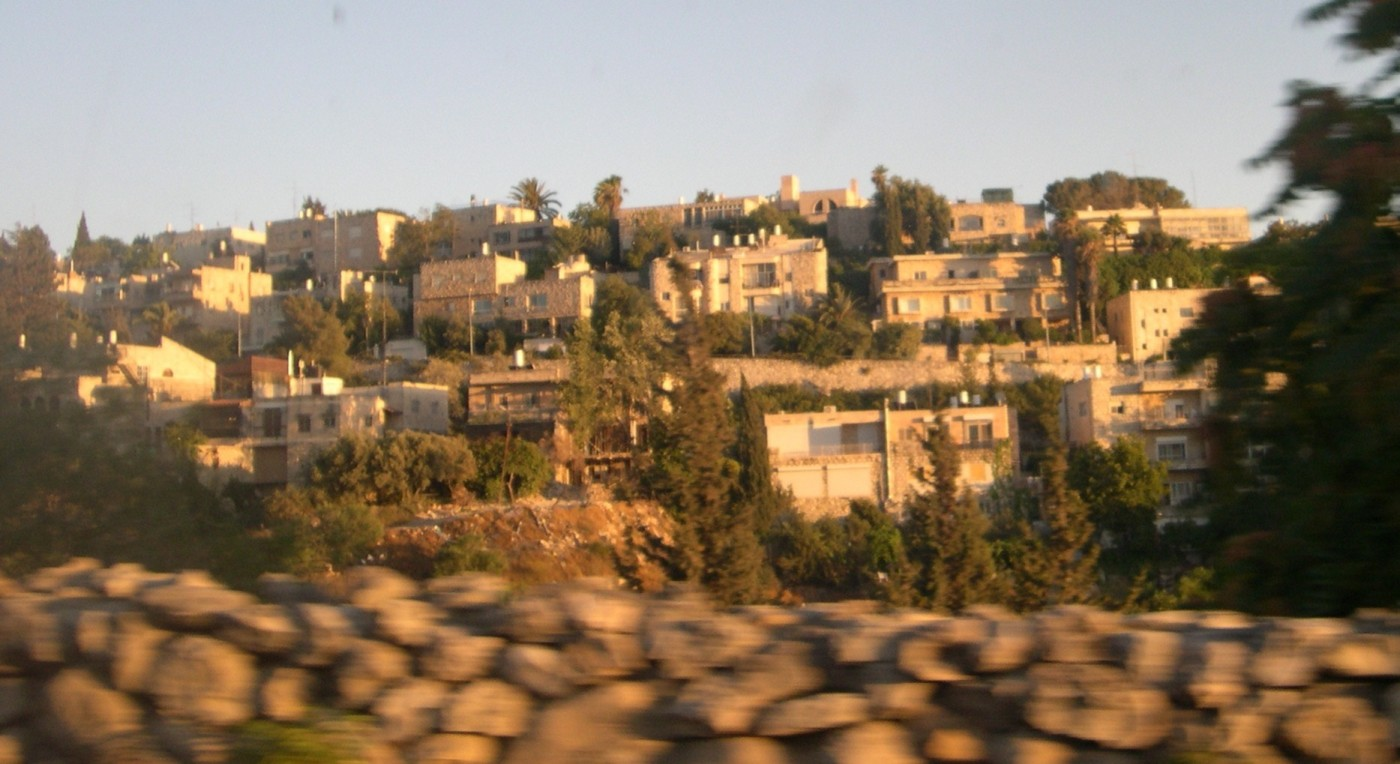
Pohled na Giv'at ha-Mivtar od severu

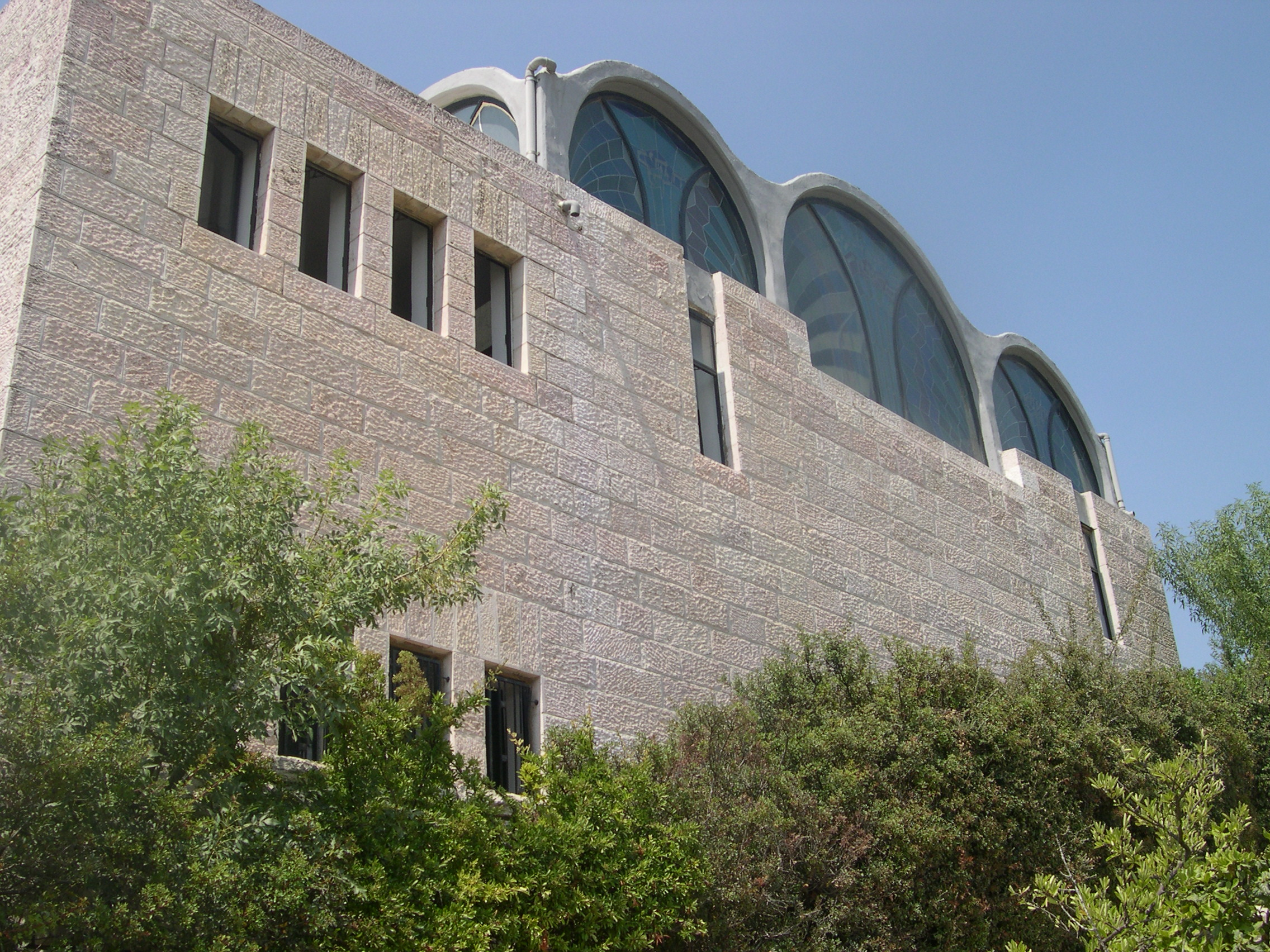
Synagoga v Giv'at ha-Mivtar

Giv'at ha-Mivtar (hebrejsky: גבעת המבתר) je židovská čtvrť v centrální části Jeruzaléma v Izraeli, ležící ve Východním Jeruzalému, tedy v části města, která byla okupována Izraelem v roce 1967 a začleněna do hranic Jeruzaléma.

## Geografie
Leží v nadmořské výšce okolo 800 metrů, cca 2,5 kilometru severně od Starého Města. Na severu s ní sousedí arabská čtvrť Šu'afat, na severovýchodě židovská ha-Giva ha-Carfatit, na jihu administrativní distrikt Kirjat Menachem Begin a dál k jihu arabská Šejch Džarach. Na jihozápadě se rozkládá židovská čtvrť Ma'alot Dafna a na západě Ramat Eškol. Leží na okraji vyvýšené planiny, která severně odtud spadá do údolí vádí Nachal Cofim, podél kterého vede dálnice číslo 1. Jihovýchodně odtud se zvedá hora Skopus a na ní areál Hebrejské univerzity.

## Dějiny
Byla založena roku 1970 jako malý obytný soubor situovaný do míst poblíž strategicky významné výšiny zvané Ammunition Hill, která hrála důležitou roli během bojů v roce 1948 (první arabsko-izraelská válka). Populaci tvoří střední třída. Zástavba sestává z terasovitých menších bytových domů.

## Demografie
Plocha této městské části dosahuje 588 dunamů (0,588 kilometru čtverečního).
| Rok            | 2000  | 2002  | 2003  | 2004  | 2005  | 2006  | 2007  | 2008  |
| -------------- | ----- | ----- | ----- | ----- | ----- | ----- | ----- | ----- |
| Počet obyvatel | 2 912 | 2 948 | 2 958 | 2 959 | 2 912 | 2 901 | 2 860 | 2 831 |